# Кудрянка
Кудря́нка (інша назва — Самець) — річка в Україні (в межах Хмельницького району Хмельницької області). Права притока Південного Бугу; впадає в нього в межах міста Хмельницького. В Кудрянку впадає 38 приток загальною довжиною 70 км, переважно невеликих струмків. Довжина річки — 25 км; площа басейну — 92,4 км²; густота річкової сітки 1,03 км/км². 
На річці у межах міста Хмельницького знаходяться три ставки (Ружичнянський та два Дубівських), які є місцями відпочинку, а також слугують місцями для риболовлі. 
Однак купатися на річці заборонено, оскільки якість води в ній не перевіряється. 
На Ружичнянському ставку у 1960—1970-х роках діяв один із найкращих в УРСР водноспортивних комплексів та відбувались змагання міжнародних і всесоюзних рівнів. Зокрема, у 1965 році тут були проведені змагання на першість країни з веслування на байдарках і каное, а у 1966 році відбулися міжнародні змагання з цього ж виду спорту. 
Епізодично води річки затоплюють прибережні будівлі хмельничан.